# Kokcidioidomikoza
Kokcídioidomikóza je bolezen, ki jo povzročata glivi Coccidioides immitis in Coccidioides posadasii. Poteka lahko brezsimptomno ali pa se kaže na dihalih, mišicah, okostju, osrednjem živčevju in/ali z nodoznim eritemom. Gre za endemsko bolezen v nekaterih predelih ZDA (v delih Arizone, Kalifornije, Nevade, Nove Mehike, Teksasa, Utaha) in na severu Mehike.

## Razvrstitev
Po stiku s povzročiteljem pride do akutne okužbe, ki jo večina ljudi preboli brezsimptomno. Pri okoli 40 % bolnikov se po 1 do 3 tednih po okužbi pokažejo simptomi v obliki akutne bolezni dihal in nespecifičnimi simptomi, podobnimi gripi. Tako akutno respiratorno obliko v angleščini imenujejo Valley fever. Akutna kokcidioidomikoza lahko napreduje v kronično okužbo dihal, v redkih primerih pa celo v diseminirano bolezen. Zato kokcidioidomikoze razdelimo v tri oblike:
- akutna kokcidioidomikoza (tudi primarna pljučna kokcidioidomikoza)
- kronična kokcidioidomikoza
- diseminirana kokcidioidomikoza, ki vključuje tudi primarno kožno kokcidioidomikozo

## Povzročitelj
C. immitis je dimorfna saprofitna gliva, ki raste v prsti v obliki micelija, v gostiteljevem organizmu pa tvori sferule, okroglaste večjedrne celice. Na endemskih območjih se nahaja v prsti.
C. immitis je v spečem stanju v sušnem času, ob dežju pa zraste kot plesen z dolgimi filamenti, od katerih se odcepljajo spore, ki se širijo po zraku. Spore, imenovane artrospore ali artrokonidiji, se sprostijo v zrak ob posegih v tla, kot so gradbena dela in obdelovanje polj, ob potresih ali na primer ob dvigovanju prahu prsti zaradi vetra. Viharji lahko povzročitelja prenesejo daleč od siceršnjih endemskih območij, kot se je zgodilo na primer leta 1977 ob viharju v Kaliforniji.
Spore v zraku ljudje vdihnejo, ne da bi se tega sploh zavedali. Ko spore prispejo do pljučnih mešičkov, zrastejo v sferule z debelimi stenami, pri čemer na rast ugodno vpliva človeška telesna temperatura. Znotraj sferul so številne endospore, ki nadalje omogočajo ponovitev življenjskega cikla glive in okužba se širi v okolno tkivo. Okoli sferul se v pljučnem tkivu lahko tvorijo granulomi. Če pride do njihovega predrtja, sprostijo vsebino v sapnice, na njihovem mestu pa ostanejo kavitacije z debelo steno. Kavitacije lahko povzročijo značilno bolečino v prsih, krvavi izmeček in trdovraten kašelj. Pri posameznikih z oslabelim imunskim sistemom se lahko okužba širi po krvnem obtoku v druge predele telesa. V redkih primerih lahko pride do primarne okužbe tudi skozi kožo.
C. posadasii je morfološko identičen C. immitis, obstajajo pa med njima genetske in epidemiološke razlike. Kot posebno vrsto so ga identificirali leta 2002 s filogenetsko analizo. C. posadasii raste počasneje. C. immitis se nahaja zlasti znotraj Kalifornije, medtem ko je C. posadii prisoten tudi na primer na severu Mehike in tudi v Južni Ameriki.

## Znaki in simptomi

### Akutna okužba
Pri okoli 60 % poteka okužba brezsimptomno ali pa so simptomi zelo blagi. Pri preostalih 40 % se pojavijo različni bolezenski znaki in simptomi. Pri simptomnih bolnikih primarna okužba najpogosteje prizadene pljuča, kar se kaže z simptomi bronhitisa ali pljučnice, bolezen pa praviloma v nekaj tednih izzveni. V endemskih področjih kokcidioidomikoza predstavlja okoli 20 % primerov zunajbolnišničnih pljučnic. Med izražene znake in simptome kokcidioidomikoze spadajo izrazita utrujenost, izguba okusa in voha, vročina, kašelj, glavobol, izpuščaj, bolečine v mišicah in sklepih. Utrujenost lahko vztraja tudi po več mesecev. Klasična triada simptomov kokcidioidomikoze, znana tudi kot »puščavski revmatizem«, zajema vročino, bolečino v sklepih in nodozni eritem.

### Kronična okužba
Pri majhnem deležu bolnikov (okoli 3–5 %) bolezen po akutni fazi ne izzveni in razvije se kronična bolezen. Kronična okužba lahko pritzadene pljuča (kot kronična okužba pljuč) ali pa se razširi po telesu, kar se imenuje diseminirana okužba. Diseminirana okužba lahko prizadene možganske ovojnice, mehka tkiva, okostje in sklepe. Kronična okužba predstavlja največje breme obolevnosti in smrtnosti.  Ob kronični okužbi pljuč, pri kateri nastajajo v pljučnem tkivu fibrozne kavitacije, se pojavljajo kašelj, ki je lahko tudi produktiven, mrzlica, nočno potenje in izguba telesne teže. Osteomielitis, ki prizadene tudi hrbtenico, in meningitis se lahko pojavita tudi po več mesecih ali letih po prvotni okužbi. Pri bolnikih s hivom je večje tveganje za pojav hujše pljučne bolezni.

### Zapleti
Do hudih zapletov, vključno s hudo pljučnico, ki lahko vodi v dihalno odpoved, lahko pride pri bolnikih z oslabelim imunskim sistemom. V pljučih se lahko tvorijo granulomi. Tudi diseminacija okužbe po telesu pomeni zaplet. Diseminirana okužba lahko močno obremeni organizem; nastajajo lahko kožne razjede, ognojki, lezije na kosteh, otekli in boleči sklepi, vnetje srca, zapleti na sečilih in vnetje možganskih ovojnic (meningitis), izid pa je lahko tudi smrten.

## Diagnoza
Diagnoza temelji na bolezenskih znakih in simptomih, izsledkih rentenskega slikanja in laboratorijskih izvidih. Bolezen pogosto ni ustrezno prepoznana in jo napačno diagnosticirajo kot bakterijsko zunajbolnišnično pljučnico.

## Zdravljenje
Hujši potek bolezni je prisoten pri manj kot 5 % okuženih posameznikov in se pojavlja zlasti pri imunsko oslabelih bolnikih. Pri pacientih z blagim, brezsimptomnim potekom, pogosto ne zahteva nobenega zdravljenja, pri hujšem poteku pa je lahko učinkovito protiglivno zdravljenje, ki traja 3–6 mesecev ali dlje, odvisno od odziva na zdravljenje.
Pri bolnikih z napredovalo ali diseminirano okužbo ali pri imunsko oslabelih bolnikih se uporabljata zlasti flukonazol in amfotericin B. Pri blažjih oblikah se uporabljata tudi na primer itrakonazol in ketokonazol. Kadar pride do meningitisa, je flukonazol zdravilo izbora zaradi njegovega prehajanja v možgansko-hrbtenjačno tekočino.